# Осетрообразные

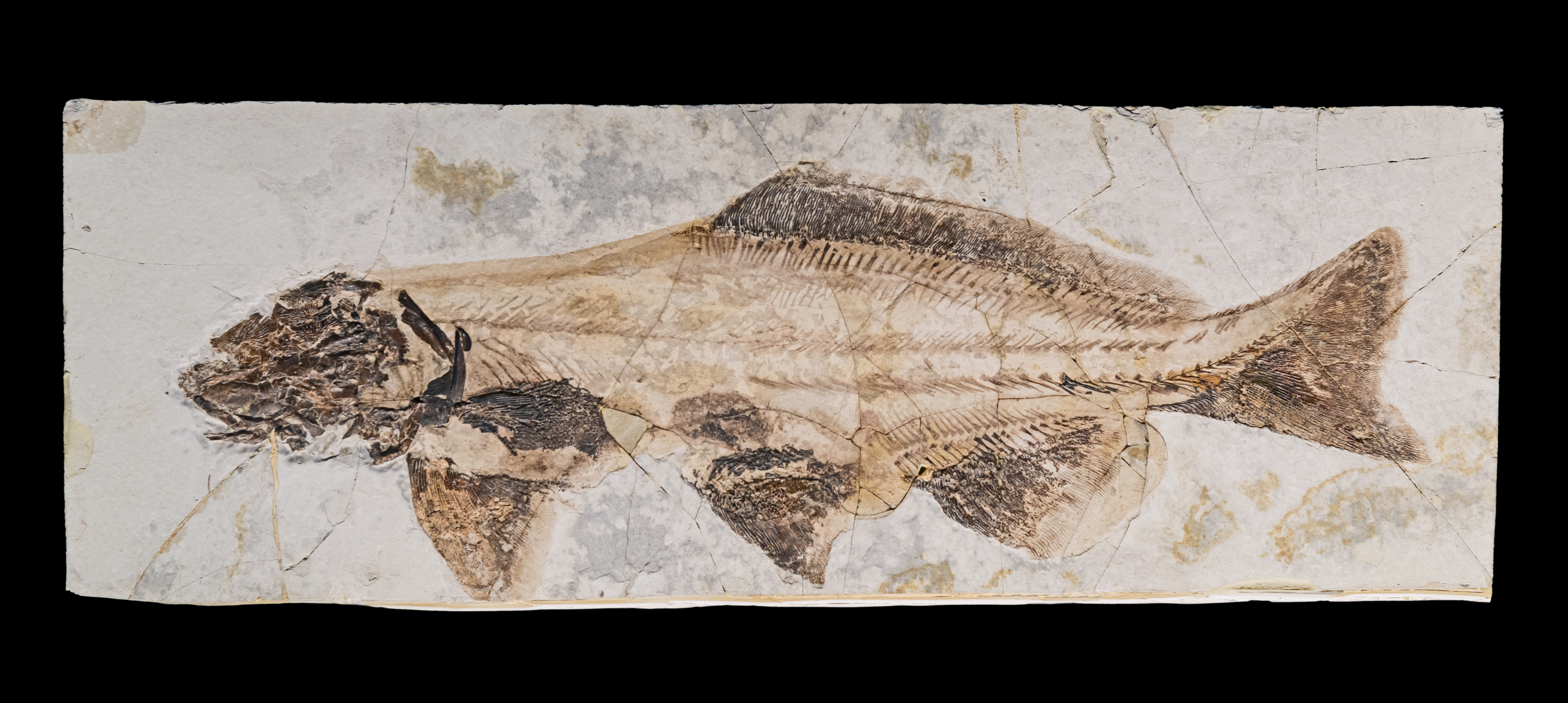
Peipiaosteidae - Yanosteus longidorsalis

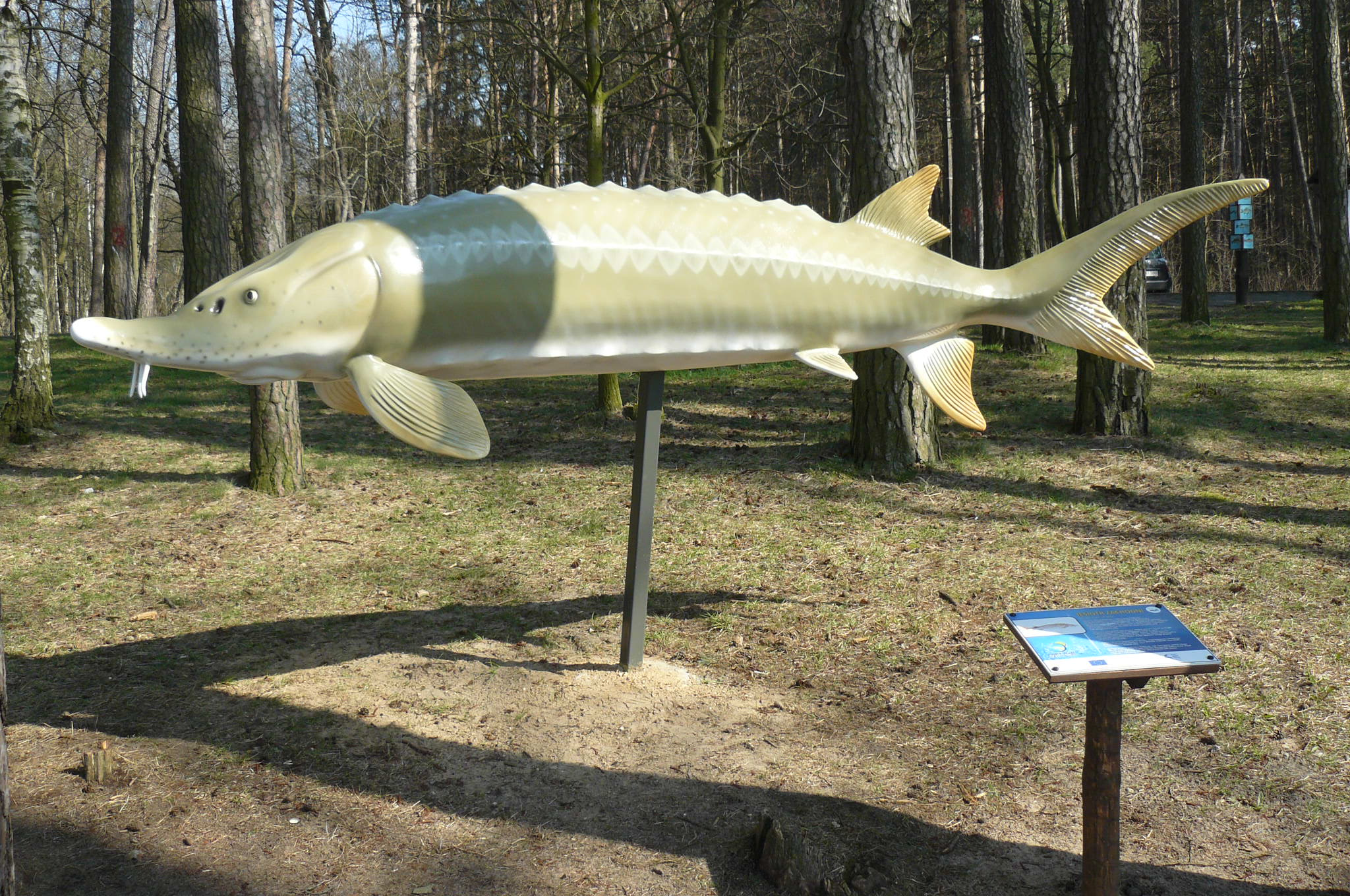
Парк пресноводных рыб Тшчанка

Осетрообра́зные (лат. Acipenseriformes) — отряд лучепёрых рыб из подкласса хрящевых ганоидов, который включает осетровых и веслоносых, а также некоторые вымершие семейства. Самые древние ископаемые остатки относятся к середине юрского периода.
Распространены исключительно в Северном полушарии. В водах России — 12 видов.
Достигают размеров до 9 м (белуга).
Основные характеристики осетрообразных включают:
- хрящевой эндоскелет;
- отсутствие тел позвонков (corpus vertebrae);
- спиральный клапан кишечника;
- артериальный конус (conus arteriosus) в сердце[3].

## Филогенез
Отряд осетрообразных, видимо, из-за недостаточной плавучести, которой их обеспечивал плавательный пузырь, пошёл по пути облегчения наружного и внутреннего скелета и увеличению несущей плоскости за счёт грудных плавников и увеличения рострума. Рост рострума привёл к наличию нижнего рта и бентосному питанию, что в условиях речного обитания приводит к редукции плавательного пузыря и дальнейшему увеличению рострума. По величине рострума рекорд держат лопатоносы. Представители семейства веслоносых, ведущие пелагический образ жизни, имеют как мощный рострум, так и ячеистый плавательный пузырь, утративший дыхательную функцию. Ганоидная чешуя сохраняется у осетрообразных для увеличения жёсткости только на верхней лопасти гетероцеркального хвоста. Как и у лопастепёрых рыб, у осетрообразных основой осевого скелета является хорда, тел позвонков нет, имеется спиральный клапан в кишечнике, в сердце — артериальный конус, есть брызгальце. В спинном и анальном плавниках, как и у всех древних рыб, число поддерживающих элементов меньше числа плавниковых лучей. Осетрообразные обитают сейчас в пресных водах только Северного полушария.

## Классификация
В отряде осетрообразных выделяют 5 семейств, из которых 3 — вымершие:
- Осетровые (Acipenseridae)
- Веслоносые (Polyodontidae)
- Chondrosteidae †
- Errolichthyidae †
- Peipiaosteidae †